# Lignareix
Lignareix este o comună în departamentul Corrèze din centrul Franței. În 2009 avea o populație de 162 de locuitori.

## Evoluția populației
| An        | 1975 | 1982 | 1990 | 1999 | 2006 | 2009 |
| --------- | ---- | ---- | ---- | ---- | ---- | ---- |
| Populație | 83   | 97   | 169  | 142  | 153  | 162  |